# Aprionus barbatus
Aprionus barbatus är en tvåvingeart som beskrevs av Boris Mamaev 1963. Aprionus barbatus ingår i släktet Aprionus och familjen gallmyggor. Inga underarter finns listade i Catalogue of Life.